# Canal Apopka-Beauclair
O Canal Apopka-Beauclair, é uma importante via hídrica localizada no estado da Flórida, Estados Unidos. Conectando o Lago Apopka ao Lago Beauclair, este canal desempenha um papel crucial no sistema de gestão de águas da região, influenciando a qualidade da água, a vida selvagem e as atividades recreativas na área.

## História
A construção do Canal Apopka-Beauclair foi concluída em 1880, como parte de um esforço maior para controlar inundações, facilitar a navegação e melhorar a agricultura na região. Desde então, o canal tem sido um elemento chave na gestão das águas da bacia do Lago Apopka.

## Geografia
O Canal Apopka-Beauclair estende-se desde o extremo norte do Lago Apopka até o Lago Beauclair, fluindo posteriormente para o Lago Dora. Esta via hídrica é essencial para o escoamento das águas da região, conectando vários lagos e contribuindo para o sistema aquático do rio St. Johns.

## Ecologia
O canal abriga uma diversidade de espécies aquáticas e terrestres, servindo como um habitat vital para peixes, aves migratórias e outras formas de vida selvagem. A qualidade da água no canal é um fator crítico que afeta diretamente a saúde do ecossistema local.

## Gestão da Água
A gestão da água no Canal Apopka-Beauclair é realizada por várias agências estaduais e locais, visando equilibrar as necessidades de conservação ambiental com as demandas agrícolas e recreativas. Esforços de monitoramento e restauração são constantemente implementados para melhorar a qualidade da água e promover a sustentabilidade do ecossistema.

## Impactos Ambientais
Ao longo dos anos, o canal tem enfrentado desafios relacionados à poluição, eutrofização e sedimentação, afetando negativamente a qualidade da água e a biodiversidade. Projetos de restauração ambiental visam mitigar esses impactos e restaurar a saúde ecológica da área.

## Recreação e Turismo
O Canal Apopka-Beauclair é um destino popular para atividades recreativas, incluindo passeios de barco, pesca e observação de aves. A beleza natural da área atrai turistas e entusiastas da vida selvagem de diversas partes.

## Esforços de Restauração
Iniciativas de restauração focam na redução da entrada de nutrientes no canal, restauração de habitats e melhoria da qualidade da água. Esses esforços são cruciais para garantir a sustentabilidade a longo prazo do ecossistema aquático.